# Эдельштейн, Йоэль
Йоэ́ль (Ю́лий) Эдельште́йн (ивр. יואל (יולי) אדלשטיין‎; при рождении — Юлиан Юрьевич Эдельштейн; род. 5 августа 1958, Черновцы, УССР, СССР) — израильский политический, государственный и общественный деятель, педагог, председатель Кнессета с 18 марта 2013 по 26 марта 2020 года.
Ранее занимал должности министра информации и диаспоры Израиля, министра абсорбции Израиля и заместителя министра абсорбции.

## Биография
Родился в Черновцах в семье Юрия Эдельштейна, ставшего впоследствии православным священником. Окончил среднюю школу в Костроме. Поступил в педагогический институт на факультет иностранных языков. В 1978 году перевёлся в Московский педагогический институт.
В 1979 году подал заявление на выезд в Израиль, из-за чего был отчислен из института. К 1980 году получил отказ на выезд из СССР и вошёл в категорию «отказников».
Ещё в Костроме в 1977 году Эдельштейн начал изучать иврит. После переезда в Москву продолжил обучение у преподавателя иврита Льва Улановского. После репатриации Улановского в Израиль в 1979 году, Эдельштейн стал преподавать иврит сам, был одним из создателей подпольной сети изучения иврита во многих городах СССР, в том числе в Москве, Минске и Харькове.
В сентябре 1984 года за свою сионистскую деятельность и преподавание иврита был арестован органами КГБ. В декабре 1984 года Эдельштейн был осуждён «за хранение и употребление наркотиков» и приговорен к 3 годам лишения свободы. Эдельштейн отбывал срок заключения в Бурятии, где был сильно травмирован при выполнении тяжёлой работы. После лечения в больницах Бурятии и Новосибирска отбывал дальнейшее заключение в колонии в Новосибирской области.
Жители религиозного израильского поселения Алон-Швут взяли Эдельштейна под свою опеку и участвовали в борьбе за освобождение и выезд Юлия. 5 мая  1987 года, во время Перестройки, отсидевший 2 года и 8 месяцев Эдельштейн был досрочно освобождён.
9 июля 1987 года он вместе с женой и дочерью репатриировался в Израиль, где поселился на приготовленном заранее месте в поселении Алон-Швут.
Эдельштейн учился по программе «Амитей Иерушалаим», окончил курсы профессиональных педагогов.

## Политическая деятельность в Израиле

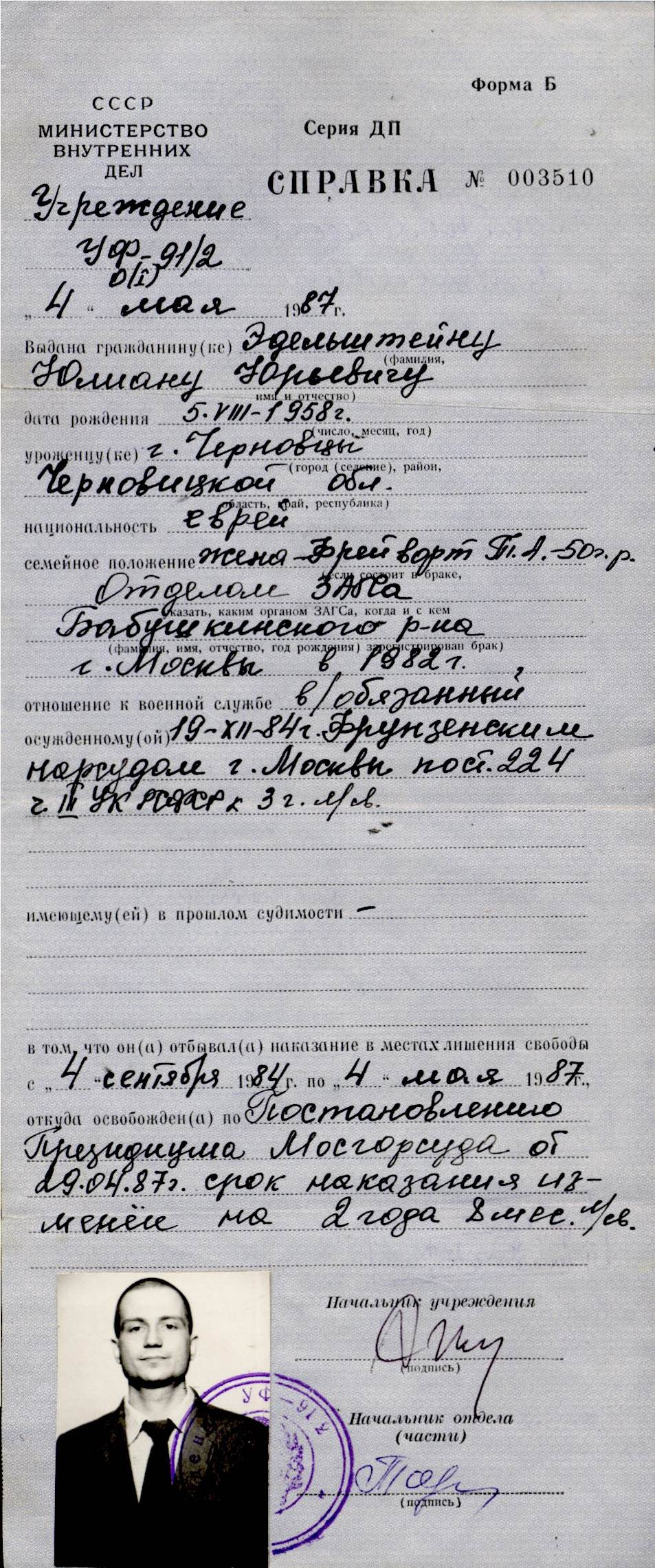
Справка об освобождении из мест лишения свободы, выдана МВД СССР на Юлия Эдельштейна

После приезда в Израиль Эдельштейн активно занялся общественной и политической деятельностью. Состоял в Национально-религиозной партии «Мафдал». С 1988 года он был одним из создателей Сионистского форума, а с 1989 по 1995 год занимал должность вице-президента Сионистского форума. Он также был советником по абсорбции лидера партии «Ликуд» Биньямина Нетаньяху.
В 1996 году Эдельштейн (совместно с Натаном Щаранским) стал одним из основателей партии «Исраэль ба-Алия» и занял третье место в предвыборном списке партии. Партия «Исраэль ба-Алия» получила на выборах 7 мест в кнессете, и Йоэль Эдельштейн стал депутатом кнессета и вошёл в правительство Биньямина Нетаньяху. С 1996 по 1999 год Эдельштейн занимал должность министра абсорбции Израиля.
С 1999 по 2003 год занимал посты вице-председателя кнессета и председателя парламентской фракции партии «Исраэль ба-Алия».
В правительстве Ариэля Шарона (2001—2003) занимал должность заместителя министра абсорбции Израиля.
В 2003 году партия «Исраэль ба-Алия» влилась в партию «Ликуд». Эдельштейн стал депутатом от «Ликуда» и до 2006 года занимал пост вице-спикера кнессета. С 2004 года выступал против плана одностороннего размежевания лидера «Ликуда» Ариэля Шарона.
На выборах 2006 года партия «Ликуд» получила 12 мест в кнессете, и Йоэль Эдельштейн, занимавший 15-е место во внутрипартийном списке, не вошёл в состав депутатов. В марте 2007 года в партийной фракции освободилось 12-е место, и Йоэль Эдельштейн снова стал депутатом. До марта 2009 года снова был вице-председателем кнессета, а также членом двух парламентских комиссий — «по делам абсорбции» и «по связям с диаспорой».
В 2009 году, будучи на 12 месте партийного списка «Ликуда», стал депутатом кнессета и занял пост министра информации и диаспоры Израиля.
18 марта 2013 года Эдельштейн был избран председателем Кнессета. Покинул этот пост в 2020 году.
В 2025 возглавлял комиссию Кнессета по обороне.

## Критика
Проект долгосрочной субсидированной аренды жилья для пожилых репатриантов, подготовленный министерством абсорбции во главе с Эдельштейном совместно с министерством строительства, облегчил проблему жилья, но и вызвал общественное обсуждение относительно эффективности расходования государственных средств.

## Семья
Жил в поселении Неве-Даниэль, где принят ортодоксальный еврейский образ жизни. С 2015 года живёт в Герцлии.
- Первая супруга — Татьяна А. Эдельштейн, урождённая Фрейворт (1950—24 января 2014), скончалась на 64-м году жизни после продолжительной тяжелой болезни[11].
  - Дети: дочь и сын.
- Вторая супруга — Ирина Невзлина, дочь Леонида Невзлина (в браке с 14 июня 2016 года).
- Брат — Михаил Эдельштейн, российский литературный критик и литературовед.

## В кино
- Документальный фильм «Refusenik»